# Michelle Yeoh
Pour les articles homonymes, voir Yeoh.
Yeoh Choo-Kheng, dite Michelle Yeoh (chinois simplifié : 杨紫琼 ; chinois traditionnel : 楊紫瓊 ; pinyin : Yáng Zǐqióng ; Wade : Yang² Tzu³ch'iung² ; cantonais Jyutping : Joeng⁴ Zi²-king⁴ ; cantonais Yale : Yeung⁴ Ji²-king⁴), également appelée Michelle Khan, est une actrice et productrice malaisienne, née le 6 août 1962 à Ipoh (Perak, Malaisie).
Elle s'est spécialisée dans les films d'arts martiaux dès le début de sa carrière.
Considérée comme « la reine du cinéma d'action asiatique », elle connaît à partir de la fin des années 1990 de grands succès internationaux, interprétant une James Bond girl dans Demain ne meurt jamais avant d'enchaîner avec Tigre et Dragon, Mémoires d'une geisha, Crazy Rich Asians et Shang-Chi et la Légende des Dix Anneaux.
En 2023, elle obtient l’Oscar de la meilleure actrice pour sa prestation dans Everything Everywhere All at Once, devenant la première actrice asiatique à remporter la récompense.

## Enfance et formation

### Enfance sportive
Michelle Yeoh naît le 6 août 1962 à Ipoh, dans l'État de Perak en fédération de Malaisie, de parents issus de la communauté chinoise anglophone. Son père, avocat, l'envoie en pension dans un couvent malaisien où elle reçoit un enseignement en anglais[réf. nécessaire].
Dès l'âge de 4 ans, elle se consacre assidûment à la danse classique, au squash, à la natation et à la plongée sous-marine. Elle pratique, dès le lycée, la compétition internationale dans ces disciplines.
En 1977, âgée de 15 ans, son père l'envoie en pensionnat à Londres, où elle suit une formation de ballerine à la prestigieuse Royal Ballet School ainsi que des cours de comédie. Une blessure au dos l'oblige à abandonner sa passion et à rechercher une autre voie.

### Vie privée

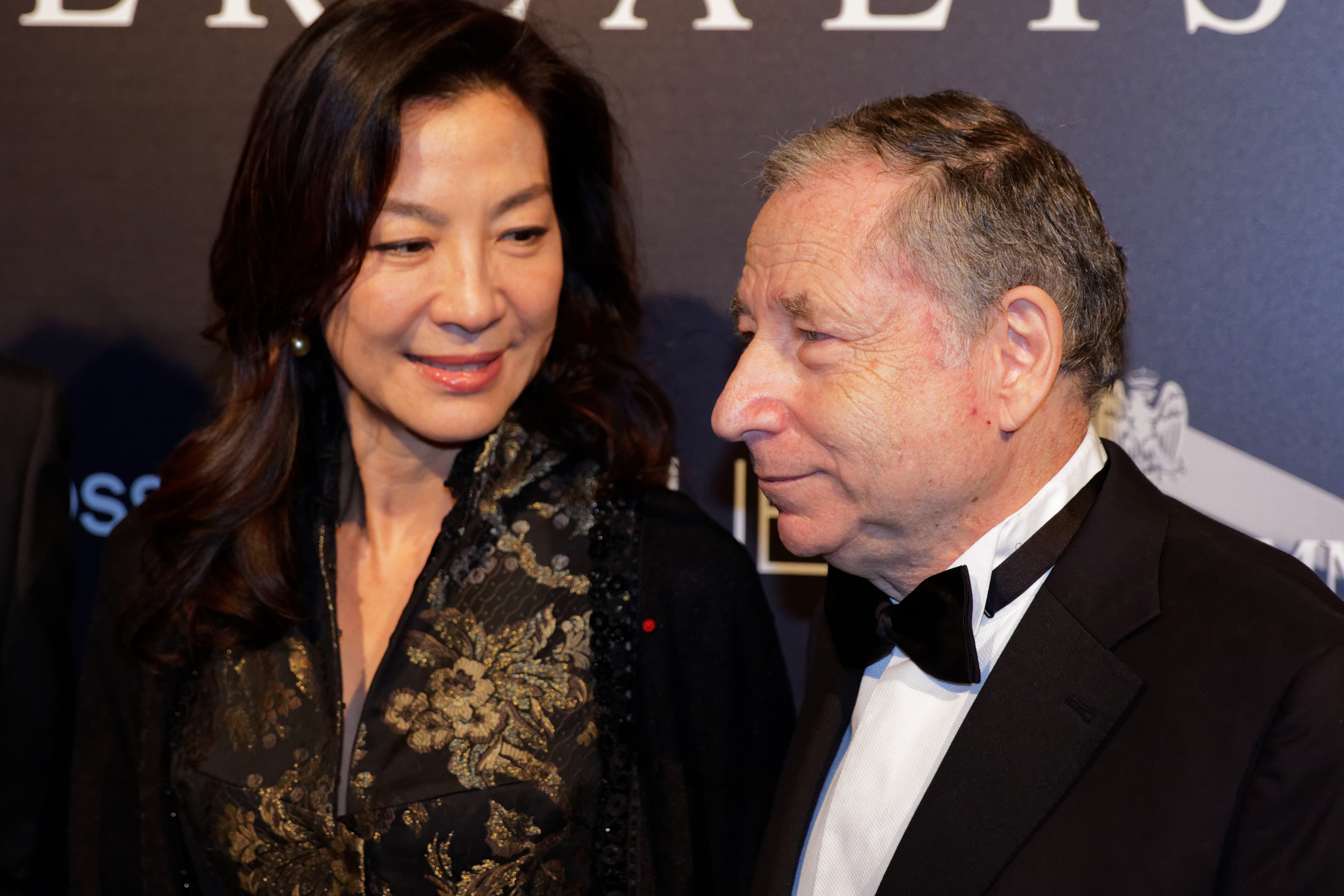
Michelle Yeoh en 2016 au Festival international de l'automobile avec Jean Todt.

En 2004, elle se fiance avec Jean Todt, président de la Fédération internationale de l'automobile (FIA), après seulement 2 mois de relation. Le couple se marie le 27 juillet 2023. Yeoh n'a pas d'enfant.

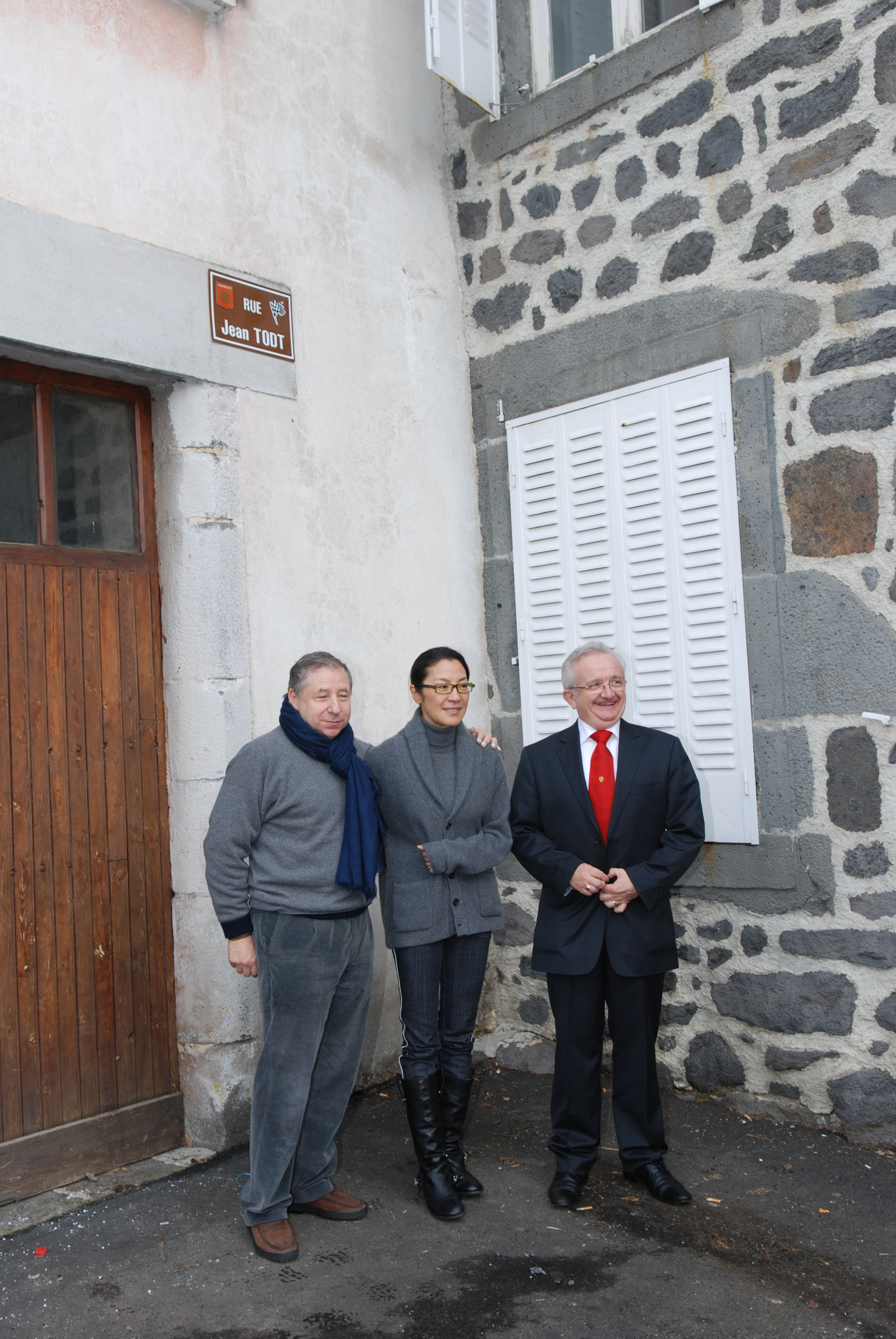
À Pierrefort dans le Cantal, en 2009 : Jean Todt, Michelle Yeoh et le maire du village devant la rue Jean-Todt.

Elle devient en 2008 la marraine de l'Institut du cerveau et de la moelle épinière, partageant cet engagement avec Jean Todt, vice-président de l'Institut. En octobre 2011, elle est choisie par la maison Guerlain pour incarner le nouveau visage de la marque.

### Miss Malaisie
En 1983, âgée de 21 ans, de retour en Malaisie, elle y remporte le titre de Miss Malaisie et, en Australie, celui de Miss Moomba. Elle est remarquée alors par l'homme d'affaires milliardaire Dickson Poon (en), propriétaire de nombreux grands magasins en Asie, qui lui fait tourner une publicité pour ses montres à Hong Kong avec la star Jackie Chan.

## Carrière d'actrice
En 1984, Dickson Poon l'engage alors par contrat dans sa nouvelle compagnie de production de cinéma D&B Films et lui fait tourner son premier petit rôle dans The Owl and Bumbo, une comédie d'action de Sammo Hung. Elle découvre alors le monde professionnel du cinéma d'arts martiaux de Hong Kong qui la fascine, et commence un entraînement intensif dans les meilleures écoles de kung-fu.
En 1985, elle décroche son premier rôle dans Le Flic de Hong Kong 2, un film d'action de Sammo Hung où elle joue un professeur de judo. Elle enchaîne avec Le Sens du devoir 2, de Corey Yuen, où elle forme un duo de policières de choc avec l'actrice américaine Cynthia Rothrock, championne du monde de kung-fu wushu. Elle révèle alors tous ses talents d'acrobate et d'arts martiaux en jouant elle-même ses acrobaties et ses cascades sans doublure.
Au début de sa carrière d'actrice, elle se voit attribuer par la production le pseudonyme de Michelle Khan, jugé plus prononçable et vendeur. Appréciant peu ce nom, elle reprend au début des années 1990 son véritable nom de famille, Michelle Yeoh.
En 1986, elle joue dans Le Sens du devoir et Magnificent Warriors, produit par Dickson Poon (en), qu'elle épouse en 1987 et qui lui offre le rôle suivant dans Le Casse du siècle de Stephen Shin. Âgée de 25 ans, elle met alors sa carrière entre parenthèses pour se consacrer à son nouveau foyer.
En 1990, après trois ans de mariage, Michelle divorce et revient au cinéma d'action avec Police Story 3: Supercop aux côtés de Jackie Chan. Elle accepte le rôle que lui propose l'acteur à la condition d'être traitée « d'égale à égal » par ce dernier. Le film pulvérise tous les records d'entrées à Hong Kong et fait d'elle l'actrice la plus populaire et la mieux payée du cinéma asiatique. Son nouvel agent, Terence Chang (en) (agent de John Woo et de son acteur fétiche Chow Yun-fat), se fixe comme objectif principal d'en faire une star hollywood.
En 1993, elle tourne aux côtés de Jet Li dans Tai-Chi Master, du cinéaste et chorégraphe Yuen Woo-ping, puis, en 1994, dans Wing Chun.
En 1995, Yeoh décide d'étendre son registre au drame avec Les Sœurs Soong et Stunt-Woman, films pour lesquels elle est nommée aux Hong Kong Film Awards dans la catégorie Meilleur second rôle féminin.
En 1997, les producteurs de James Bond lui offrent le rôle à succès mondial d'une James Bond girl, agent secret chinois dans Demain ne meurt jamais au côté de Pierce Brosnan. Elle acquiert d'emblée le statut de star hollywoodienne.
En 2000, elle joue dans le film d'action d'Ang Lee Tigre et Dragon, succès mondial au box-office (un million d'entrées et de multiples prix, notamment aux Hong Kong Film Awards et Oscar du cinéma). Dans un entretien, elle indique qu'elle a dû apprendre à prononcer le mandarin pour jouer le rôle de Yu Shu Lien.

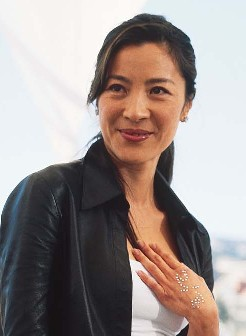
Michelle Yeoh au Festival de Cannes 2000.

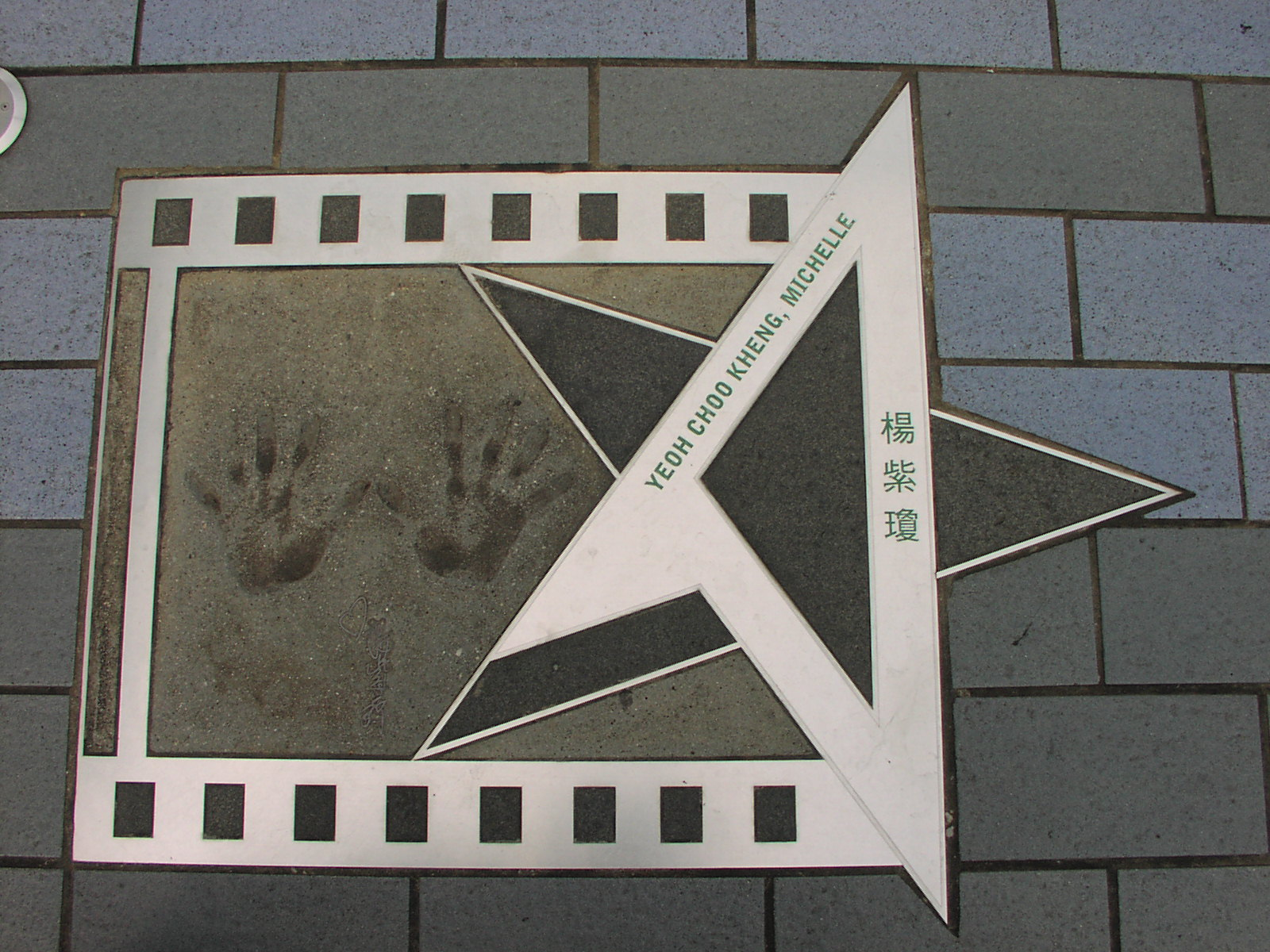
Empreintes sur l'avenue des stars à Hong Kong.

En 2002, Michelle Yeoh produit son premier film Le Talisman, de Peter Pau, dans lequel elle joue le rôle féminin principal. La même année, elle est membre du jury des longs-métrages au festival de Cannes 2002.

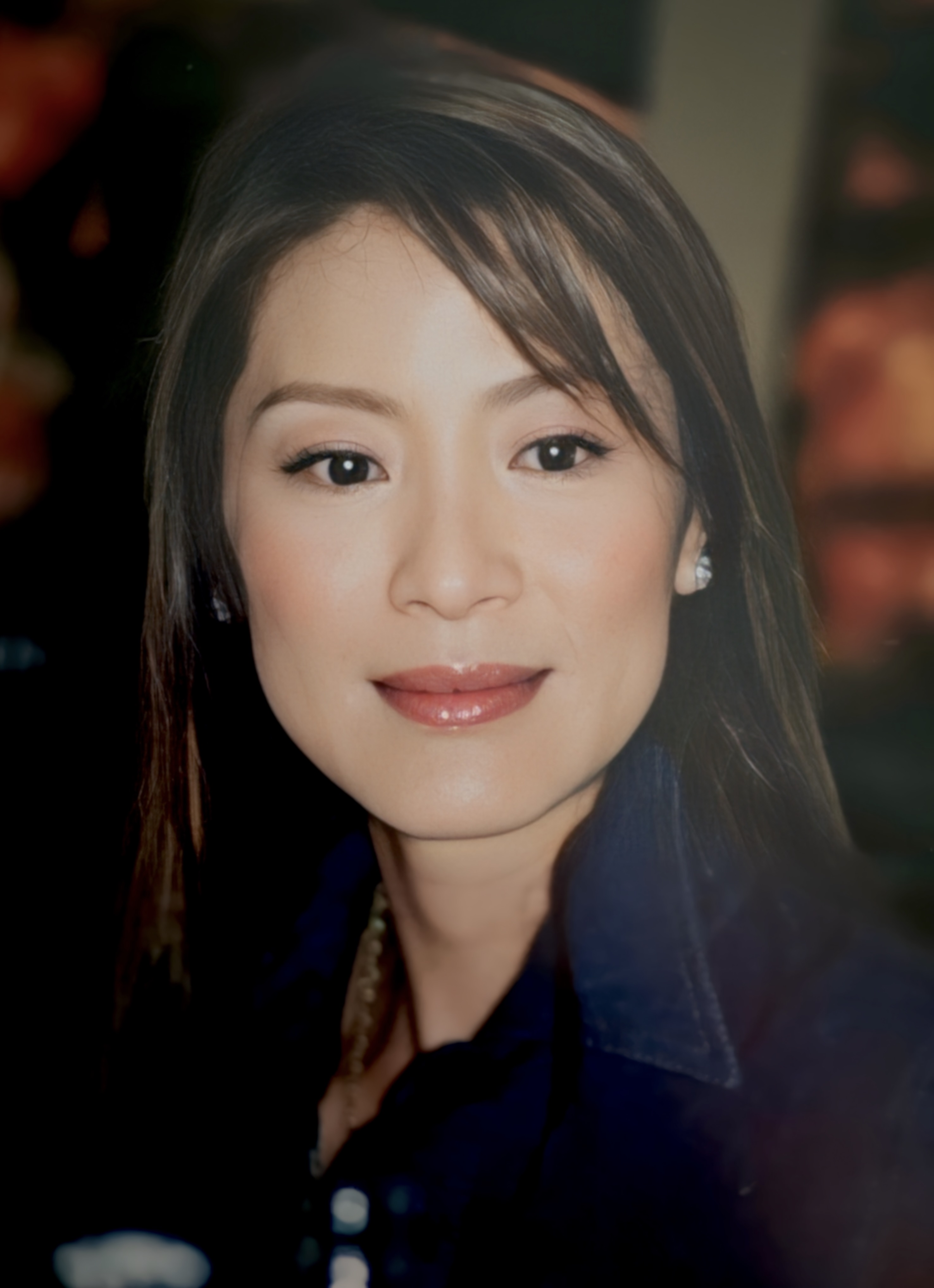
Michelle Yeoh à Singapour en 2002

En 2004, elle joue une geisha des années 1930, un des rôles dramatiques principaux du film à grand succès international Mémoires d'une geisha de Rob Marshall, au côté des trois stars asiatiques Zhang Ziyi, Gong Li et Ken Watanabe.

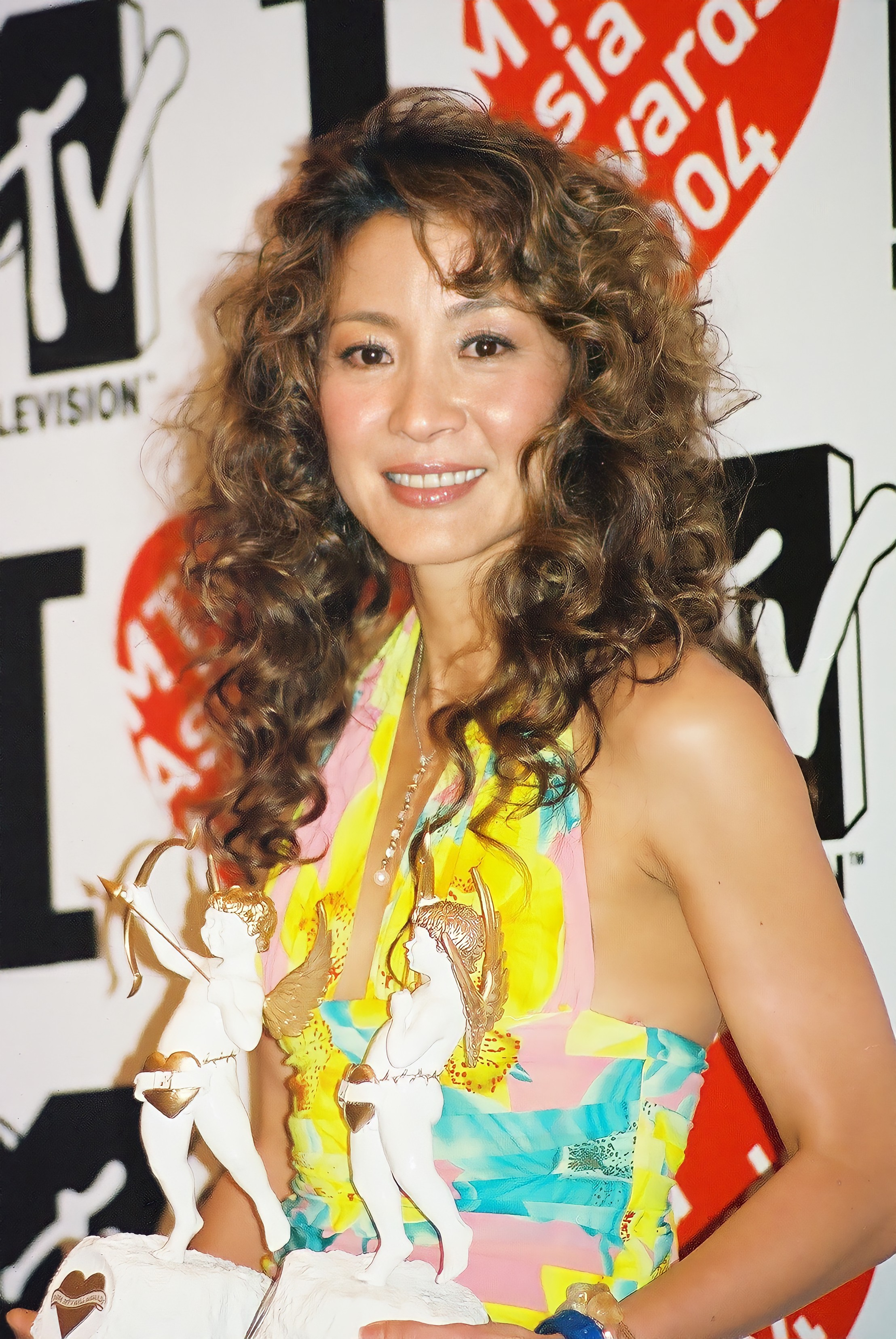
Michelle Yeoh aux MTV Asia Awards en 2004.

En 2008, elle joue un rôle important dans le troisième volet de la série de films La Momie, intitulé La Momie : La Tombe de l'Empereur Dragon, réalisé par Rob Cohen au côté de Brendan Fraser et Maria Bello.

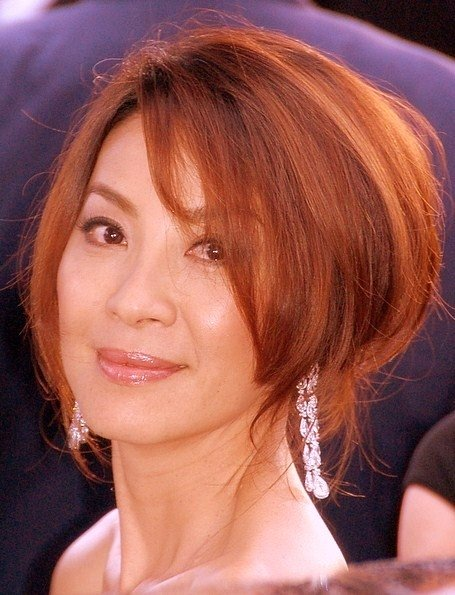
Michelle Yeoh au Festival de Cannes 2007.

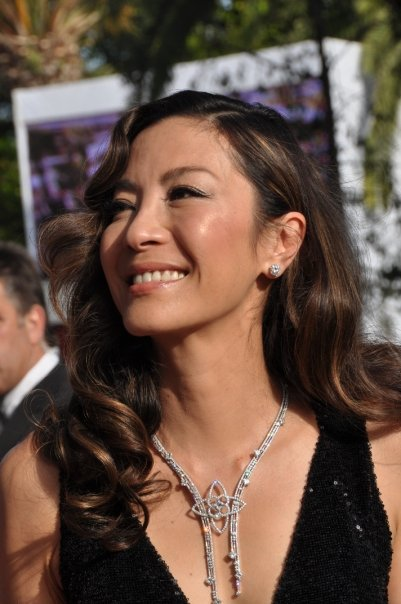
Michelle Yeoh au Festival de Cannes 2009.

En 2011, elle interprète Aung San Suu Kyi, l'opposante birmane et prix Nobel de la paix, dans The Lady, de Luc Besson, dont son futur mari, Jean Todt, est le producteur. Elle s'y révèle pleine de sensibilité, ce qui contraste avec ses rôles habituels d'action et de combat.
En 2018, elle joue le rôle de la riche belle-mère en incarnant Eleanor Young dans le film Crazy Rich Asians de Jon Chu, une comédie romantique, aux côtés de Constance Wu, mettant en scène une majorité d'acteurs américains d'origines asiatiques.
En 2023, elle obtient l’Oscar de la meilleure actrice pour le rôle d’Evelyn Wang, une mère de famille débordée qui navigue dans le multivers dans Everything Everywhere All at Once, devenant la première actrice asiatique à remporter la récompense.
En 2024, elle a reçu la Médaille présidentielle de la Liberté.

## Filmographie

### Cinéma
- 1984 : The Owl and Bumbo (Mao tou ying yu xiao fei xiang) de Sammo Hung : Miss Yeung
- 1985 : Le Flic de Hong Kong 2 (Xia ri fu xing) de Sammo Hung : l'instructrice de judo
- 1985 : Le Sens du devoir 2 (Huang gu shi jie) de Corey Yuen : l'inspectrice Ng (sous le nom de Michelle Khan)
- 1986 : Le Sens du devoir (Wong ga jin si) de David Chung : inspecteur Michelle Yip
- 1987 : Magnificent Warriors (Zhong hua zhan shi) de David Chung : Fok Ming-Ming
- 1987 : Le Casse du siècle (Tong tian da dao) de Stephen Shin : Michelle Yeung Ling (Ning)
- 1992 : Police Story 3: Supercop (Jing cha gu shi III: Chao ji jing cha) de Stanley Tong : inspecteur Jessica Yang (créditée comme Michelle Khan)
- 1993 : Butterfly and Sword (Xin liu xing hu die jian) de Chu Yin-Ping et Michael Mak : Sœur Ko
- 1993 : The Heroic Trio (Dung fong saam hap) de Johnnie To : Ching
- 1993 : Executioners (Xian dai hao xia zhuan) de Johnnie To et Ching Siu-tung : Ching / Invisible Girl
- 1993 : Holy Weapon (Wu xia qi gong zhu) de Wong Jing : Ching Sze / To Col Ching
- 1993 : Supercop 2 (Chao ji ji hua) de Stanley Tong : Jessica Yang
- 1993 : Tai-Chi Master (Tai ji zhang san feng) de Yuen Woo-ping : Siu Lin
- 1994 : Wing Chun (Yong Chun) de Yuen Woo-ping : Yim Wing Chun
- 1994 : Shaolin Popey 2 (Xiao xiao zi 2: Xin wu long yuan) de Chu Yin-ping : Ah King
- 1994 : Wonder Seven (7 jin gong) de Ching Siu-tung : Ying
- 1996 : The Stunt Woman (Ah Kam) de Ann Hui : Ah Kam
- 1997 : Les Sœurs Soong (Song jia huang chao) de Mabel Cheung : Soong Ai-ling
- 1997 : Demain ne meurt jamais (Tomorrow Never Dies) de Roger Spottiswoode : Wai-Lin
- 1999 : Moonlight Express (Sing yuet tung wa) de Daniel Lee : Sis Michelle
- 2000 : Tigre et Dragon (Wo hu cang long) d'Ang Lee : Shu Lien
- 2002 : Le Talisman (The Touch) de Peter Pau : Yin Fay
- 2004 : Silver Hawk (en) (Fei ying) de Jingle Ma
- 2005 : Mémoires d'une geisha (Memoirs of a Geisha) de Rob Marshall : Mameha, la geisha protectrice
- 2007 : Sunshine de Danny Boyle : Corazon
- 2007 : Far North d'Asif Kapadia : Saiva
- 2008 : Babylon A.D. de Mathieu Kassovitz : Sœur Rebeka
- 2008 : La Momie : La Tombe de l'Empereur Dragon (The Mummy: Tomb of the Dragon Emperor) de Rob Cohen : Zi Yuan
- 2008 : Les Orphelins de Huang Shui (The Children of Huang Shi) de Roger Spottiswoode : Mme Wang
- 2010 : Le Règne des assassins de Chao-Bin Su et John Woo : Drizzle / Zeng Jing
- 2010 : True Legend de Yuen Woo-ping : sœur Yu
- 2011 : The Lady de Luc Besson : Aung San Suu Kyi
- 2011 : Kung Fu Panda 2 de Jennifer Yuh Nelson : voix de Divinatrice
- 2013 : Final Recipe de Gina Kim : Julia Lee
- 2016 : Mechanic: Resurrection (Mechanic: Resurrection) de Dennis Gansel : Mae
- 2016 : Tigre et Dragon 2 (Crouching Tiger, Hidden Dragon: Sword of Destiny) de Yuen Woo-ping : Yu Shu Lien
- 2016 : Morgane (Morgan) de Luke Scott : Dr Lui Cheng
- 2017 : Les Gardiens de la Galaxie Vol. 2 (Guardians of the Galaxy Vol. 2) de James Gunn : Aleta Ogord (non créditée)
- 2018 : Crazy Rich Asians de Jon Chu : Mrs Eleanor Young
- 2018 : Master Z: Ip Man Legacy de Yuen Woo-ping : Tso Ngan Kwan
- 2019 : Last Christmas de Paul Feig : Noëlle (Santa en VO)
- 2021 : Boss Level de Joe Carnahan : Dai Feng
- 2021 : Bloody Milkshake (Gunpowder Milkshake) de Navot Papushado (en) : Florence
- 2021 : Shang-Chi et la Légende des Dix Anneaux (Shang-Chi and the Legend of the Ten Rings) de Destin Daniel Cretton : Ying Nan
- 2022 : Everything Everywhere All at Once de Dan Kwan et Daniel Scheinert : Evelyn Wang
- 2022 : Avatar : La voie de l'eau de James Cameron : Dr Karina Mogue
- 2022 : L'École du bien et du mal (The School for Good and Evil) de Paul Feig : Pr Anemone
- 2023 : Transformers: Rise of the Beasts de Steven Caple Jr. : Airazor (voix)
- 2023 : Mystère à Venise (A Haunting in Venice) de Kenneth Branagh : Joyce Reynolds
- 2024 : Wicked de Jon Chu : Madame Morrible

Prochainement
- 2025 : Avatar 3 de James Cameron : Dr Karina Mogue
- 2025 : Wicked : Partie 2 (Wicked: For Good) de Jon Chu : Madame Morrible

### Télévision
- 2014 : Marco Polo (série télévisée)
- 2015 : Strike Back  saison 5 (série télévisée) : Li-Na
- 2017 : Star Trek: Discovery depuis l'épisode Miroir (série télévisée) : capitaine Philippa Georgiou de l'USS Shenzhou / impératrice Philippa Georgiou de l'Empire terrien
- 2022 : The Witcher: Blood Origin : Scian
- 2024 : The Brothers Sun (série télévisée) : Eileen "Mama" Sun
- 2025 : Star Trek: Section 31 (téléfilm) d'Olatunde Osunsanmi : Philippa Georgiou

## Distinctions

### Récompenses
- Asian American International Film Festival 1998 : Lauréate du Trophée pour l'ensemble de sa carrière.
- ShoWest Convention 2001 : Trophée de la star internationale de l'année.
- BTVA Feature Film Voice Acting Awards 2012 : meilleure performance vocale pour l'ensemble de la distribution dans une comédie d'animation pour Kung Fu Panda 2 partagée avec Jack Black, Angelina Jolie, Dustin Hoffman, Gary Oldman, Jackie Chan, Seth Rogen, Lucy Liu, David Cross et James Hong.
- ASEAN International Film Festival and Awards 2013 : Trophée pour l'ensemble de sa carrière.
- Asian Film Awards 2013 : Trophée de sa contribution exceptionnelle au cinéma asiatique.
- Festival international du film de Singapour 2015 : Trophée Cinema Legend.
- National Board of Review Awards 2018 : meilleure distribution pour Crazy Rich Asians partagée avec Henry Golding, Constance Wu, Awkwafina, Gemma Chan, Harry Shum Jr., Lisa Lu, Ken Jeong, Sonoya Mizuno et Chris Pang (en).
- Boston Film Critics Society 2022 : Meilleure actrice pour Everything Everywhere All at Once[11]
- Festival international du film de Toronto 2022 : Trophée Share Her Journey.
- Hollywood Critics Association Midseason Awards 2022 : meilleure actrice pour Everything Everywhere All at Once
- Las Vegas Film Critics Society 2022 : Meilleure actrice pour Everything Everywhere All at Once[12]
- National Board of Review 2022 : Meilleure actrice pour Everything Everywhere All at Once[13]
- North Carolina Film Critics Association 2022 : Meilleure actrice pour Everything Everywhere All at Once[14]
- Online Association of Female Critics 2022 : Meilleure actrice pour Everything Everywhere All at Once[15]
- Phoenix Film Critics Society 2022 : Meilleure actrice pour Everything Everywhere All at Once[16]
- Utah Film Critics Association 2022 : Meilleure actrice pour Everything Everywhere All at Once[17]
- Saturn Awards 2022 : Meilleure actrice pour Everything Everywhere All at Once
- Southeastern Film Critics Association 2022 : Meilleure actrice pour Everything Everywhere All at Once[18]
- Women Film Critics Circle 2022 : Meilleure actrice pour Everything Everywhere All at Once[19]
- Festival de Palm Springs 2023 : Prix de l’actrice internationale de l’année pour Everything Everywhere All at Once[20]
- Golden Globes 2023 : Meilleure actrice dans un film musical ou une comédie pour Everything Everywhere All at Once
- Screen Actors Guild Awards 2023 : Meilleure actrice pour Everything Everywhere All at Once[21]
- Oscars 2023 : Meilleure actrice pour Everything Everywhere All at Once

### Nominations
- Critics Choice Awards 2023 : Meilleure actrice pour Everything Everywhere All at Once[22]
- London Film Critics Circle 2023 : Meilleure actrice pour Everything Everywhere All at Once[23]
- Satellite Awards 2023 : Meilleure actrice dans un film musical ou une comédie pour Everything Everywhere All at Once[24]

## Voix francophones

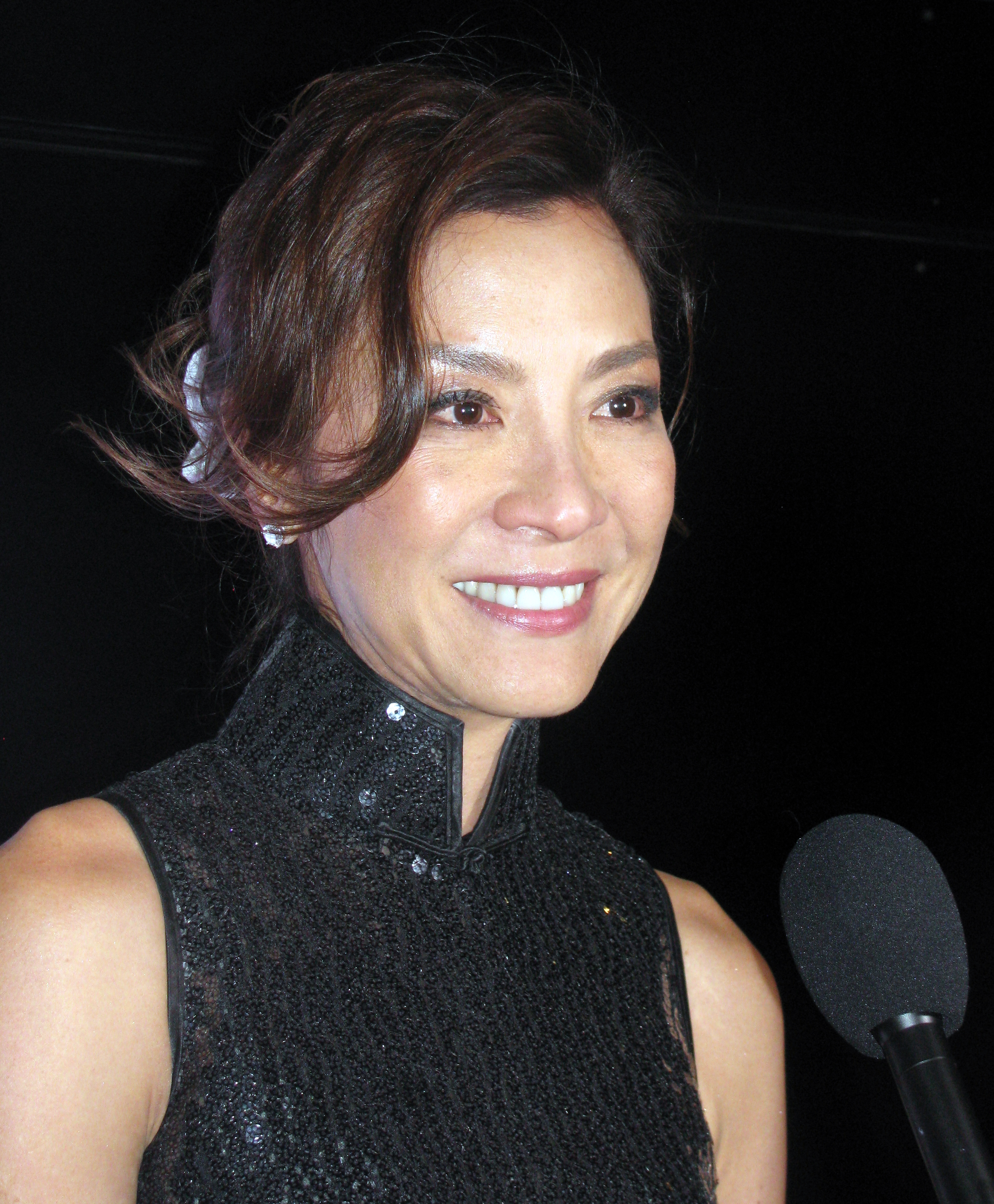
Michelle Yeoh au Festival international du film de Toronto 2011.

En version française, Michelle Yeoh est doublée par Marie-Anne Tran dans Demain ne meurt jamais, Véronique Augereau dans Mémoires d'une geisha, Valentine Zhou dans La Momie : La Tombe de l'Empereur Dragon ou encore à trois reprises chacune par Françoise Cadol dans Tigre et Dragon, sa suite et Le Talisman et par Juliette Degenne dans Babylon A.D., Sunshine et L'École du bien et du mal.
La doublant en 2002 dans Tai-Chi Master, Déborah Perret la retrouve de manière sporadique dans Les Orphelins de Huang Shui, Mechanic: Resurrection et Bloody Milkshake. Depuis 2011 et le film The Lady, l'actrice est principalement doublée par Ivana Coppola qui la retrouve dans Les Gardiens de la Galaxie Vol. 2, Star Trek: Discovery, Crazy Rich Asians et Strike Back, mais également par Yumi Fujimori, depuis 2016, qui la double dans les films Morgane, Last Christmas, Shang-Chi et la Légende des Dix Anneaux et Everything Everywhere All at Once.
À titre exceptionnel, Colette Sodoyez lui prête sa voix dans Marco Polo tout comme Sylvie Santelli dans Master Z: Ip Man Legacy et Nathalie Régnier dans Boss Level.